# Smithville (Mississippi)
Smithville è una città (town) degli Stati Uniti d'America, situata nella contea di Monroe, nello Stato del Mississippi.
Il 27 aprile 2011 alle 15:45 una violenta tromba d'aria di grado EF5 ha colpito in pieno il centro urbano causando danni catastrofici, uccidendo 16 persone e ferendone 40